# أفوة
عطف افوه قرية تابعة لمركز الواسطي في بني سويف (محافظة) في القطر المصري، بلغ إجمالي السكان في إفوة 11859 نسمة، منهم 6127 رجلا و5732 امرأة.
- مركز الواسطي.
- بني سويف (محافظة).

وتقع على حدودها الغربية قرية ميدوم ومن الجهة البحرية قرية صفط ميدوم والجهة الشرقية قرية أطواب ومن الجهة القبلية مدينة الواسطي.